# Alcyonidium enteromorpha
Alcyonidium enteromorpha is een mosdiertjessoort uit de familie van de Alcyonidiidae. De wetenschappelijke naam van de soort is voor het eerst geldig gepubliceerd in 1951 door Soule.